# Херб Тримпи
Херберт „Херб“ Тримпи (енгл. Herbert Herb Trimpe, IPA:; рођен 26. маја 1939. у Пикскилу, Њујорк, САД) био је амерички стрип-цртач и сценариста. Најпознатији је по раду на стрипу Халк, а такође и по чињеници да је први нацртао лик суперхероја Вулверина, најпопуларнијег члана серијала Икс-мен.
У Њујорку је завршио Школу визуелних уметности, а каријеру је започео у студентским данима као тушер код стрип-цртача Тома Гила.